# Seznam jezer v Severní Americe
Seznam severoamerických jezer.

## Podle zemí

### Mezinárodní
Viz také Velká jezera.
- Champlain (Kanada, USA)
- Erijské jezero (Kanada, USA)
- Huronské jezero (Kanada, USA)
- Ontario (jezero) (Kanada, USA)
- jezero Sv. Kláry (Kanada, USA)
- Hořejší jezero (Kanada, USA)
- Lesní jezero (Kanada, USA)

### Guatemala
- Amatitlán
- Atitlán
- Ayarza
- Izabal
- Petén Itzá

### Kanada
- Největší jezera v Kanadě

### Mexiko
- Catemaco
- Chalco
- Chapala
- Texcoco
- Xochimilco

### Nikaragua
- Nikaragua
- Managua

### USA
- Největší jezera v USA